# Euller
Euller Elias de Carvalho (Felixlândia, 1971. március 15. –) brazil labdarúgócsatár.

## Pályafutása
1988 és 2011 között pályafutása alatt játszott az América-MG, a São Paulo, az Atlético Mineiro, a Palmeiras, a Vasco da Gama, a São Caetano és a Tupynambás csapataiban. 1998-ban a Verdy Kawasaki, 2002–03-ban a Kasima Antlers játékosaként a japán bajnokságban szerepelt.
2000–01-ben hat alkalommal szerepelt a brazil válogatottban és három gólt szerzett.